# Paul Hühn
Paul Hühn (* 13. Februar 1883 in Berlin; † 11. April 1958 in Berlin-Halensee) war ein deutscher Kapellmeister, Komponist, Filmkomponist und musikalischer Leiter.

## Leben und Wirken
Hühn hatte sich nach seiner musikalischen Ausbildung kurz nach der Jahrhundertwende der leichten Muse verschrieben. Er verfasste kabarettistische Lieder und Revuen wie beispielsweise Die Welt ohne Schleier und hatte bereits vor dem Ersten Weltkrieg als Kapellmeister gearbeitet. In diesem Beruf wirkte er bis zu Beginn der 1930er Jahre an hauptstädtischen Bühnen wie dem Deutschen Künstlertheater (sog. Saltenburg-Bühnen) und dem Großen Schauspielhaus, wo Hühn vor allem die großen Revuen Erik Charells musikalisch betreute.
Mit Anbruch des Tonfilmzeitalters wurde Paul Hühn für Kompositionen zum Film geholt. Neben eigenen Schöpfungen schuf der Berliner aber auch Bearbeitungen und Arrangements von Verfilmungen bekannter Operetten wie Der letzte Walzer (von Oscar Straus), Die Landstreicher (von Carl Michael Ziehrer) und Frau Luna (von Paul Lincke). Nach 1945 war Hühn nicht mehr filmisch tätig und kehrte als Dirigent bzw. Kapellmeister an die Bühne zurück. Am Berliner Metropol-Theater, dem Hühn nahezu die gesamten 1940er Jahre angehörte, arbeitete er in der frühen Nachkriegszeit auch mit dem nachmaligen Startenor Rudolf Prack zusammen, an Berlins Staatsoper dirigierte er unter anderem Straussens Die Fledermaus und Eine Nacht in Venedig. Hühns letzter cineastischer Beitrag war 1954 ein Auftritt in dem Artistenfilm Drei vom Varieté.

## Filmografie
Nur als Komponist (ohne musikal. Ltg. bzw. Arrangements)
- 1931: Jeder fragt nach Erika
- 1931: Ein süßes Geheimnis
- 1933: Das Lied vom Glück
- 1935: Eine Nacht an der Donau
- 1936: Ein Mädel vom Ballett
- 1936: Der Hund von Baskerville
- 1937: Pat und Patachon im Paradies
- 1937: Die unentschuldigte Stunde
- 1937: Zauber der Bohème
- 1938: Frühlingsluft
- 1943: Die große Nummer (musikalische Leitung)
- 1943: Akrobat schö-ö-ö-n
- 1954: Drei vom Varieté (nur Auftritt)